# Jeremain Lens
Jeremain Lens (* 24. November 1987 in Amsterdam) ist ein niederländischer Fußballspieler. 

## Spielerkarriere

### Verein
Jeremain Lens, dessen Onkel Sigi Lens in den 1980er Jahren schon als Profi für AZ und Fortuna Sittard spielte, war in der Jugend bei Spartaan, Ajax und FC Omniworld aktiv, ehe er zu AZ nach Alkmaar kam. In der Saison 2005/06 gab er sein Profidebüt für den Verein, konnte jedoch keinen Stammplatz in der ersten Formation erreichen; es blieb bei zwei Einsätzen, davon einer in der Liga. In der folgenden Spielzeit kam der Stürmer als Ergänzungsspieler auf 14 Einsätze für die Rot-Weißen. In der Saison 2007/2008 verlieh AZ ihn an den Ligarivalen NEC Nijmegen, wo er unter Trainer Mario Been mit neun Toren in 31 Spielen seinen Durchbruch schaffte. Nach seiner Rückkehr zu AZ kam er in der Meisterschaftssaison unter Louis van Gaal lediglich zu acht Einsätzen, da ihn eine Fußverletzung mit anschließender Operation zurückwarf.
In der Saison 2009/10 war er für Trainer Ronald Koeman zunächst wiederum nur Einwechselspieler. Doch in den Champions-League-Duellen mit Standard Lüttich und dem FC Arsenal wusste er auf Rechtsaußen zu überzeugen und kam in der Rückrunde der Ehrendivision unter Dick Advocaat mehr und mehr zum Einsatz. Mit insgesamt zwölf Toren und sieben Vorlagen in der Liga wurde er zu einem wichtigen Spieler im Team. Ende März sorgte er mit einem Hattrick fast allein für den 3:2-Sieg von AZ gegen Heracles Almelo.
Am 27. Mai 2010 unterschrieb er einen Vierjahresvertrag bei der PSV Eindhoven, die im Gegenzug Dirk Marcellis nach Alkmaar ziehen ließ. Am 24. Oktober 2010 gelang ihm beim 10:0-Kantersieg über Rivalen Feyenoord Rotterdam sein erster Doppelpack im PSV-Trikot.
Nach zwei Spielzeiten bei Dynamo Kiew wechselte Lens im Juli 2015 zum AFC Sunderland nach England.
Die Saison 2016/17 verbrachte Lens als Leihspieler türkischen Erstligisten Fenerbahçe Istanbul.
Zur Saison 2017/2018 wechselte er zum türkischen Meister Besiktas Istanbul per Leihe und einer Kaufoption.

### Nationalmannschaft
Lens spielte in der U21- und der U23-Auswahl der Niederlande. Trainer Foppe de Haan verzichtete jedoch darauf, ihn zu den Olympischen Spielen mit nach Peking zu nehmen, da Lens ihm zu egoistisch, unreif und undiszipliniert war.
Im Juni 2009 spielte Lens beim Parbo Bier-Cup in Paramaribo für eine surinamisch-niederländische Auswahl. Die Mannschaft, trainiert von Aron Winter, bestand zur Hälfte aus einheimischen Spielern, zur anderen Hälfte aus surinamischstämmigen Spielern der niederländischen Ligen, sogenannten Suriprofs, die bei der vorherigen Auflage des Turniers 2007 mit eigener Mannschaft angetreten waren. Der Einsatz von Profis – darunter Edgar Davids als Kapitän der Mannschaft – war möglich, da das Turnier nicht unter dem Dach der FIFA stattfand. Die Spiele zählen nicht als offizielle Länderspiele. Lens kam in allen drei Spielen gegen Französisch-Guayana, Guyana und Antigua und Barbuda zum Einsatz; beim 5:1-Sieg gegen Guyana erzielte er zwei Tore.
Der niederländische Bondscoach Bert van Marwijk berief Lens vor der WM 2010 im Mai 2010 ins Trainingslager der niederländischen Nationalmannschaft in Hoenderloo und anschließend auch in den erweiterten 30er-Kader für Südafrika. Für den 23er-Kader berücksichtigte van Marwijk Lens jedoch nicht. Zu seinem Debüt kam Lens im ersten Länderspiel nach der Weltmeisterschaft. Zum Freundschaftsspiel am 11. August 2010 in Donezk gegen die Ukraine verzichtete van Marwijk auf die WM-Teilnehmer. Lens spielte über 90 Minuten und erzielte beim 1:1 in der 73. Minute den Führungstreffer. Sein bislang letztes Länderspiel bestritt Lens am 9. Juni 2017 bei 5:0-Sieg gegen Luxemburg in Rotterdam.

## Erfolge
PSV Eindhoven
- Niederländischer Pokalsieger: 2012
- Niederländischer Meister: 2009
- Niederländischer Supercupsieger: 2009, 2012

Dynamo Kyiv
- Ukrainischer Meister: 2015
- Ukrainischer Pokalsieger: 2014, 2015